# Bertholène
Bertholène (okzitanisch Bertolena) ist eine französische Gemeinde mit 1049 Einwohnern (Stand 1. Januar 2022) im Département Aveyron in der Region Okzitanien (vor 2016 Midi-Pyrénées). Sie gehört zum Arrondissement Rodez und zum Kanton Lot et Palanges. Die Einwohner werden Bertholénois genannt.

## Geographie
Bertholène liegt etwa 17 Kilometer ostnordöstlich von Rodez am Aveyron. Umgeben wird Bertholène von den Nachbargemeinden Gabriac im Norden, Palmas d’Aveyron im Nordosten und Osten, Laissac-Sévérac l’Église im Osten und Südosten, Arques im Südosten und Süden, Le Vibal im Süden und Südwesten, Montrozier im Westen sowie Bozouls im Nordwesten.
Durch die Gemeinde führt die Route nationale 88.
Zu Bertholène gehören zahlreiche kleine Ortsteile wie Anglars, La Bouldoire, Ayrinhac, Larquet und Banc.

## Bevölkerungsentwicklung
| Jahr                       | 1962 | 1968 | 1975 | 1982 | 1990 | 1999 | 2006 | 2019 |
| Einwohner                  | 883  | 785  | 705  | 782  | 918  | 924  | 994  | 1054 |
| Quellen: Cassini und INSEE |      |      |      |      |      |      |      |      |

## Sehenswürdigkeiten
- Dolmen von Bourines, seit 1995 Monument historique
- Kirche Saint-Amans in Bertholène
- Kirche Saint-Julien in Ayrinhac, Monument historique
- Kirche Saint-Maurice in Anglars
- Burgruine Bertholène aus dem 12. Jahrhundert, seit 1963 Monument historique
- Schloss Les Bourines, seit 1995 Monument historique
- Höhle von Le Touriol

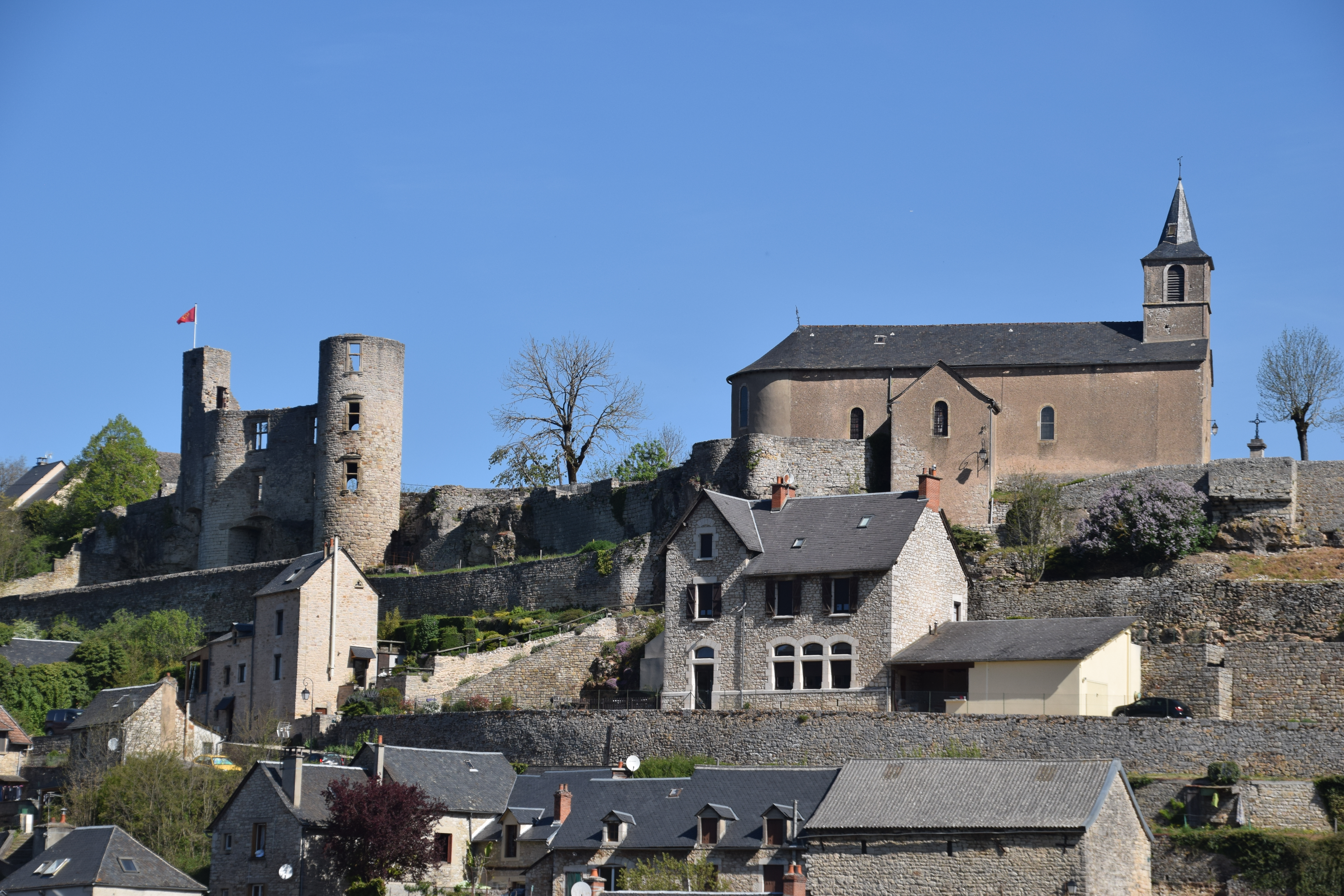
Kirche Saint-Amans
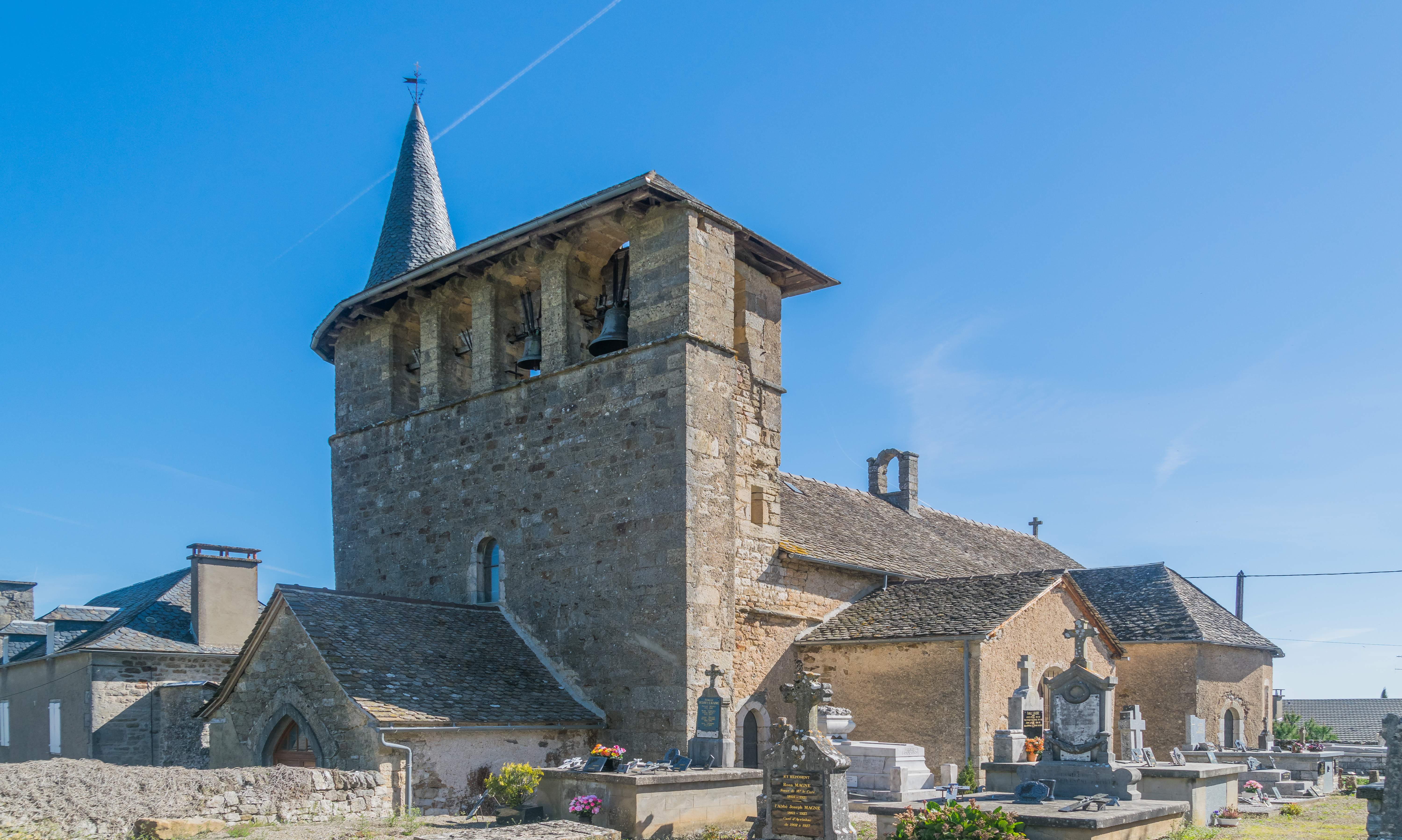
Kirche Saint-Julien
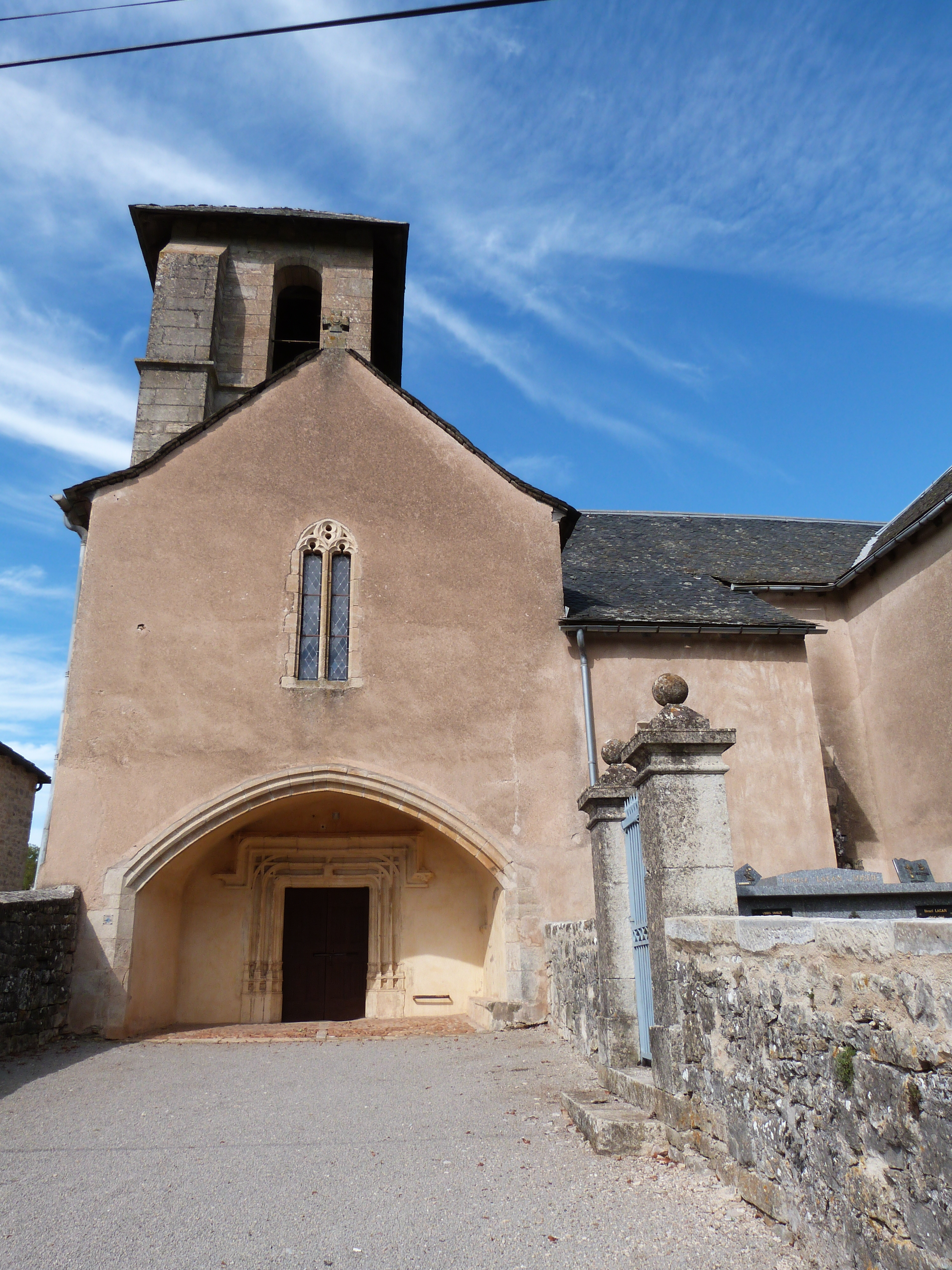
Kirche Saint-Maurice
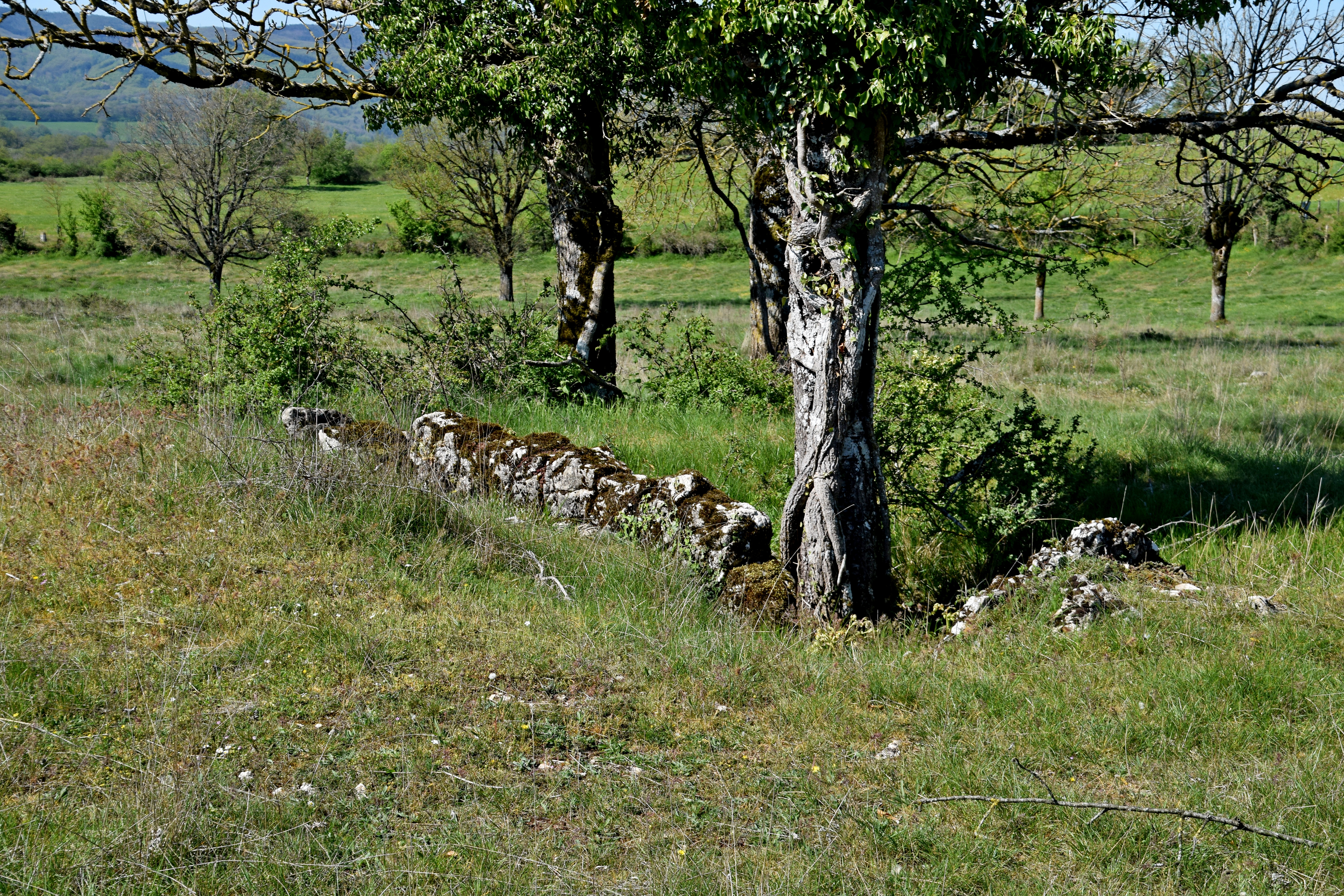
Dolmen von Bourines
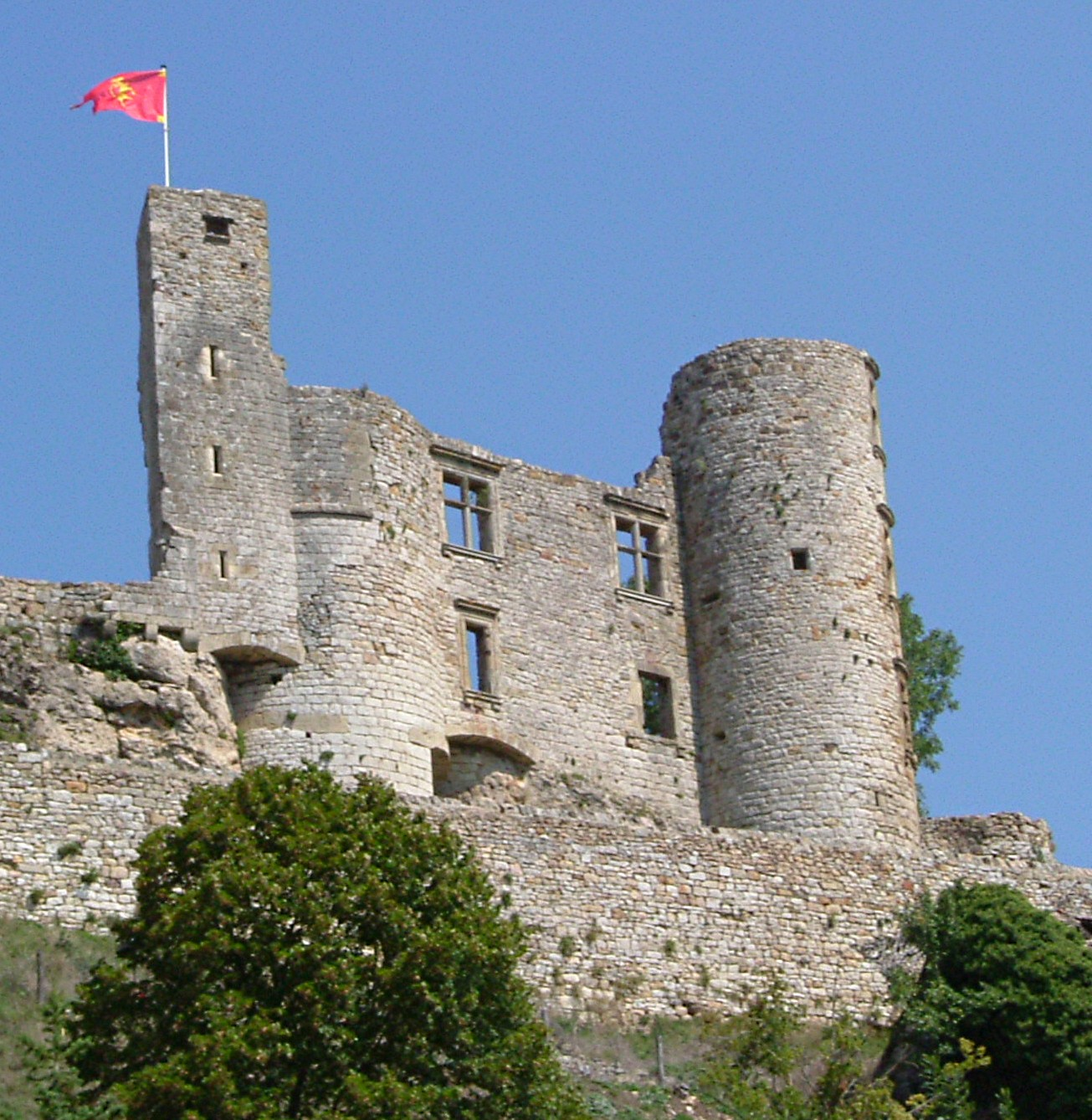
Burgruine Bertholène
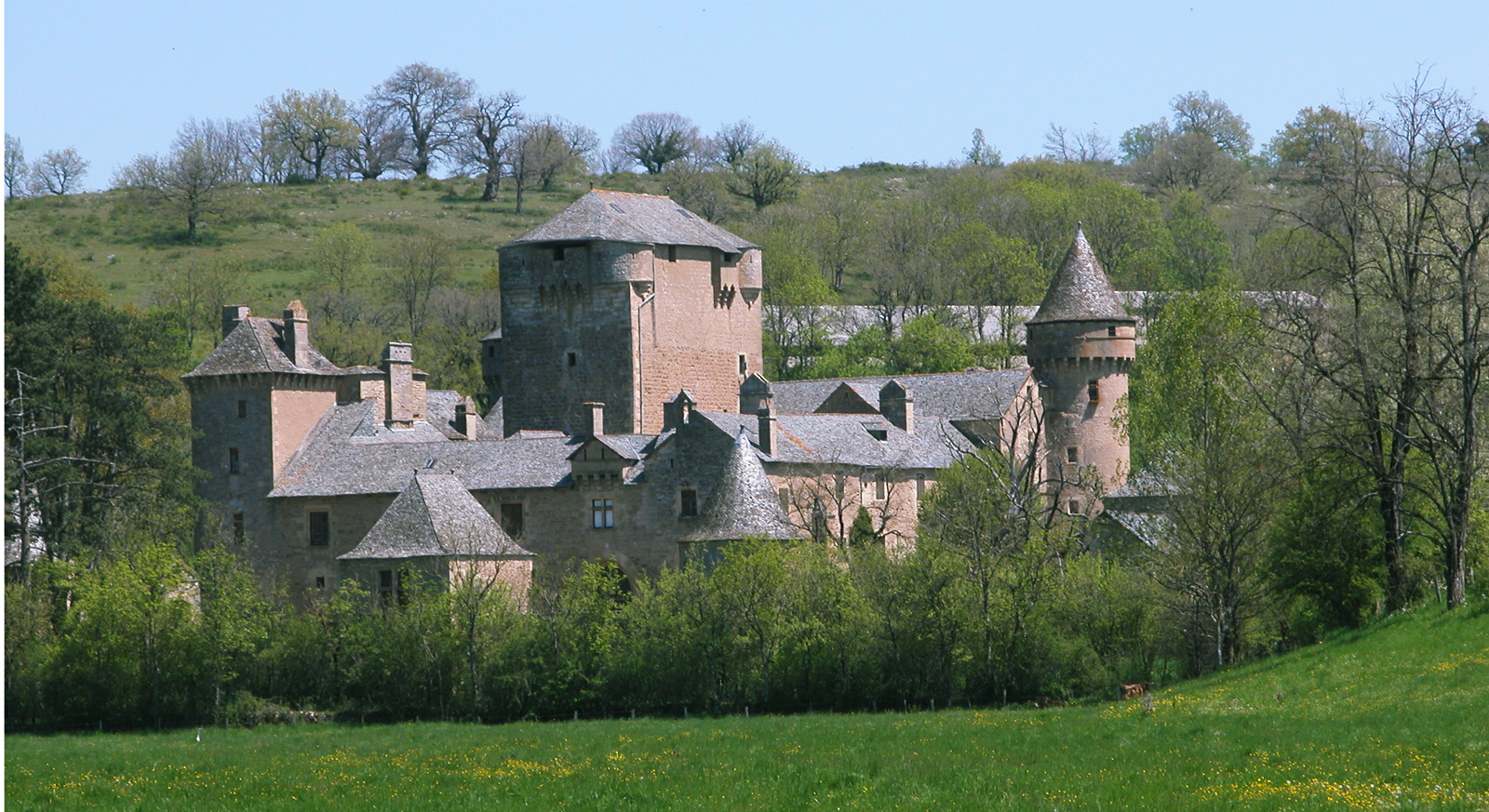
Schloss Les Bourines